# Arquebisbat de Pamplona i Tudela
L'arquebisbat de Pamplona i Tudela és la jurisdicció eclesiàstica amb seu a Pamplona i Tudela, unides des de 1984. El 1956 el bisbat de Pamplona es convertí en arquebisbat, i se li assignaren com a diòcesis sufragànies les de  Calahorra i La Calzada-Logronyo, Sant Sebastià i Jaca, i el 1984 se li uní el bisbat de Tudela.
Fins llavors, el bisbat de Pamplona havia format part successivament dels arquebisbats de Tarragona (des de la seva creació fins al 1318), Saragossa (1318-1574), Burgos (1574-1851) i de nou a Saragossa (1851-1956).

## Territori
L'arquebisbat comprèn la comunitat autònoma de Navarra.
La seu episcopal està a la ciutat de Pamplona, on hi ha la catedral de Santa María la Real. A Tudela hi ha la catedral de Maria Santíssima de la Soledat.
El territori s'estén sobre 10.421km i està subdividit en 739 parròquies.

## Història
La tradició remunta els orígens del cristianisme a Pamplona a sant Sadurní, bisbe de Tolosa qui, vers el segle iii, predicà l'Evangeli a la colònia romana fundada per Gneu Pompeu Magne. Entre els primers conversos es trobaven el senador Firmo i el seu fill Fermí, qui més tard es convertiria en el primer bisbe de la ciutat. Durant aquest període, la diòcesi era sufragània de l'arquebisbat de Tarragona
A finals del segle VI es menciona a Liliol com a bisbe de Pamplona que assistí al III Concili de Toledo (589); i sembla que durant la invasió musulmana la diòcesi es traslladà a Leyre. Fins al 829 no tornen a haver notícies del bisbat, durant l'època en què van tenir lloc les primeres temptatives per establir el regne de Navarra.
Durant l'edat mitjana, Navarra era camí de pas pels pelegrins que es dirigien fins a Compostel·la pel camí de Sant Jaume va suposar un gran impuls per la diòcesi, comportant l'erecció de diversos monestirs (Leyre, Irache, Fitero, Iranzu i La Oliva). Al segle xiii el regne de Navarra estava dividit en sis diòcesis, sent la de Pamplona la major, estenent-se més enllà de les fronteres del regne.
El 1318 el bisbat passà a formar part de la província eclesiàstica de l'arquebisbat de Saragossa, fins al 1574, en què esdevingué sufragània de l'arquebisbat de Burgos.
El 1566 la diòcesi s'estenia fins als territoris espanyols dels bisbats de Baiona i Dax, de manera que patí les guerres de religió a França.
El 27 de març de 1783 el Papa Pius V, mitjançant la butlla Ad universam agri, erigí el bisbat de Tudela, sufragani de l'arquebisbat de Burgos.
El 1785, la diòcesi de Pamplona cedí la Valdonsella al bisbat de Jaca.
Seguint el concordat, el 5 de setembre de 1851, mitjançant la butlla Ad vicariam del Papa Pius IX, la seu de Tudela passà a dependre de Saragossa. La vida d'aquesta nova diòcesi amb bisbe propi va ser molt breu, car a partir de 1858, els bisbes de Tarassona l'assumiren en qualitat d'administradors apostòlics.
El 8 de setembre de 1861 el bisbat de Pamplona cedí una part de part del seu territori a benefici de l'erecció del bisbat de Vitòria.
A partir del 2 de setembre de 1955 el bisbat de Tudela s'incorporà a la de Pamplona, d'acord amb el decret Initis inter de la Congregació per als Bisbes i els límits fronterers de la diòcesi es modificaren per tal de fer-los coincidir amb els límits civils de la província de Navarra. Un any després, l'11 d'agost de 1956, el Papa Pius XII promulgà la butlla Decessorum nostrorum , per la qual Pamplona va ser elevada al rang d'arxidiòcesis metropolitana, 
L'1 d'agost de 1984 el Papa Joan Pau II, mitjançant la butlla Supremam exercentes , restablí la diòcesi de Tudela, unint de forma definitiva aeque principaliter els bisbats de Pamplona i Tudela, prenent el seu prelat conjuntament els títols d'arquebisbe de Pamplona i bisbe de Tudela.